# Haworthia mirabilis
Haworthia mirabilis és una espècie vegetal del gènere Haworthia de la subfamília de les asfodelòidies (Asphodeloideae).

## Descripció
Haworthia mirabilis és una suculenta perennifòlia, de creixement lent, de fins a 45 centímetres d'alçada. Normalment és una planta solitària sense tija. Les fulles són verdes, amb línies longitudinals de color verd pàl·lid al llarg de les superfícies superiors i petites dents al llarg dels marges. Les fulles es tornen marrons o vermelloses al Sol. Les fulles formen una roseta i les flors són blanques i petites, en una inflorescència.

## Distribució
Haworthia mirabilis és originària de la província sud-africana del Cap Occidental, concretament es produeix al districte d'Overberg, prop de l'extrem sud del país.

## Taxonomia
Haworthia mirabilis va ser descrita per Haw. i publicat a Repertorium Specierum Novarum Regni Vegetabilis 38: 194, a l'any 1935.
Etimologia
Haworthia: nom en honor del botànic britànic Adrian Hardy Haworth (1767-1833).
mirabilis: epítet llatí que significa "meravellós".
Varietats acceptades
- Haworthia mirabilis var. mirabilis (varietat tipus)
- Haworthia mirabilis var. badia (Poelln.) M.B.Bayer, Haworthia Revisited: 109 (1999)
- Haworthia mirabilis var. beukmannii (Poelln.) M.B.Bayer, Haworthia Revisited: 110 (1999)
- Haworthia mirabilis var. consanguinea M.B.Bayer, Haworthia Revisited: 111 (1999)
- Haworthia mirabilis var. mundula (G.G.Sm.) M.B.Bayer, Haworthia Update 7(4): 35 (2012)
- Haworthia mirabilis var. paradoxa (Poelln.) M.B.Bayer, Aloe 34: 6 (1997)
- Haworthia mirabilis var. sublineata (Poelln.) M.B.Bayer, Haworthia Revisited: 113 (1999)
- Haworthia mirabilis var. triebneriana (Poelln.) M.B.Bayer, Haworthia Revisited: 113 (1999)[5]

Sinonímia
- Aloe mirabilis Haw., Trans. Linn. Soc. London 7: 9 (1804)
- Apicra mirabilis (Haw.) Willd., Mag. Neuesten Entdeck. Gesammten Naturk. Ges. Naturf. Freunde Berlin 5: 269 (1811)
- Catevala mirabilis (Haw.) Kuntze, Revis. Gen. Pl. 2: 707 (1891)
- Haworthia retusa var. mirabilis (Haw.) Halda, Acta Mus. Richnov., Sect. Nat. 4(2): 50 (1997)[6]